# Tour de Chine
Le Tour de Chine est une course cycliste sur route par étapes organisée en Chine.

## Historique
Un premier Tour de Chine organisé en 1995 est classé 2.5 au calendrier international de l'Union cycliste internationale (UCI). Ses organisateurs sont britanniques, hong-kongais et américains, le plus important étant la société américaine Medalist Sports. La course attire des équipes européennes de haut niveau telles que Mapei et Novell, avec la participation notamment de Davide Cassani, Tyler Hamilton ou Damien Nazon (qui remporte une étape). Elle est remportée par le Russe Viatcheslav Ekimov. En 1996, le Tour de Chine passe en classe 2.4 et est remporté par le Suédois Michael Andersson de l'équipe Deutsche Telekom. À la suite du retrait de Medalist Sports, le Tour de Chine ne connaît pas d'édition l'année suivante.
De 2002 à 2004, le Tour de Chine réapparaît, classé 2.5 et voit les victoires des Japonais Makoto Iijima, Yoshiyuki Abe et Koji Fukushima. En 2005, à la suite de la création des circuits continentaux, le Tour de Chine intègre l'UCI Asia Tour, en classe 2.2. Il est remporté par le Kazakh Andrey Mizourov. Le Tour de Chine n'a ensuite plus lieu jusqu'en 2010.
La création d'un Tour de Chine qui constituerait une épreuve du ProTour à partir de 2009 est évoquée en 2007 par le président de l'UCI Pat McQuaid. Ce projet n'a pas été réalisé.
Un nouveau Tour de Chine est organisé en 2010 par la Fédération chinoise de cyclisme, avec pour principal sponsor la société immobilière Vanke. Il figure en classe 2.2 de l'UCI Asia Tour et est présenté comme une première édition. La fédération chinoise souhaite amener cette course à un niveau de classe mondiale dans les dix ans,. En 2011, le Tour de Chine passe en catégorie 2.1.
En 2012, deux éditions du Tour de Chine nommées Tour de Chine I et Tour de Chine II ont lieu à quelques jours d'intervalle. La course est divisée en deux par l'UCI en raison de l'étendue du pays. L'édition 2020 est annulée en raison de la pandémie de Covid-19.

## Palmarès

### Tour de Chine
| Année | Vainqueur            | Deuxième            | Troisième         |
| ----- | -------------------- | ------------------- | ----------------- |
| 1995  | Viatcheslav Ekimov   | Daniele Nardello    | Steve Hegg        |
| 1996  | Michael Andersson    | Tomasz Brożyna      | Jeff Evanshine    |
| 2002  | Makoto Iijima        | Maxim Iglinskiy     | Tonton Susanto    |
| 2003  | Yoshiyuki Abe        | Jurgen Van de Walle | Kazuyuki Manabe   |
| 2004  | Koji Fukushima       | Shinichi Fukushima  | Tomasz Kloczko    |
| 2005  | Andrey Mizourov      | Xiaohai Zheng       | Dawid Krupa       |
| 2010  | Dirk Müller          | David Tanner        | Daniel Summerhill |
| 2011  | Muradian Khalmuratov | Ivan Kovalev        | Alexander Serov   |

### Tour de Chine I
| Année | Vainqueur         | Deuxième            | Troisième          |
| ----- | ----------------- | ------------------- | ------------------ |
| 2012  | Martin Pedersen   | Stefan Schumacher   | Michael Rasmussen  |
| 2013  | Kirill Pozdnyakov | Constantino Zaballa | José Gonçalves     |
| 2014  | Kamil Gradek      | Vitaliy Buts        | Neil Van der Ploeg |
| 2015  | Daniele Colli     | Oleksandr Polivoda  | Stanislau Bazhkou  |
| 2016  | Raffaello Bonusi  | Jonas Vingegaard    | Mauricio Ortega    |
| 2017  | Liam Bertazzo     | Joseph Cooper       | Siarhei Papok      |
| 2018  | Sebastián Molano  | Damiano Cima        | Jacopo Mosca       |
| 2019  | Jeroen Meijers    | Roy Eefting         | Yauhen Sobal       |

### Tour de Chine II
| Année | Vainqueur         | Deuxième             | Troisième        |
| ----- | ----------------- | -------------------- | ---------------- |
| 2012  | Stefan Schumacher | Jenning Huizenga     | Vitaliy Popkov   |
| 2013  | Alois Kaňkovský   | Daniel Klemme        | Unai Iparragirre |
| 2014  | Boris Shpilevsky  | Milan Kadlec         | Kamil Gradek     |
| 2015  | Mattia Gavazzi    | Nicolas Marini       | Boris Shpilevsky |
| 2016  | Marco Benfatto    | Riccardo Stacchiotti | Luke Mudgway     |
| 2017  | Kevin Rivera      | Mirko Trosino        | Mauricio Ortega  |
| 2018  | Alejandro Marque  | Artem Ovechkin       | Kaden Groves     |
| 2019  | Lyu Xianjing      | José Neves           | Kevin Rivera     |